# Vlatko Kovačević
Vlatko Kovačević (Ragusa, 26 marzo 1942) è uno scacchista croato (jugoslavo fino al 1992).
Ha ottenuto il titolo di Maestro internazionale nel 1970 e di Grande maestro nel 1976.

## Principali risultati
Nel 1970 si classificò 9°-11° nel torneo di Rovigno–Zagabria (vinto da Bobby Fischer), ma vinse la partita contro Fischer. Nel 1975 si classificò 2°-3° a Rovigno–Zagabria (vinse Gyula Sax). Nel 1976 vinse l'open di Sombor. In 1976 fu 1°-3° a Virovitica e nel 1977 1°-3° a Karlovac. Nel 1979 vinse a Zagabria e a Virovitica. Nel 1980 vinse a Maribor e a Tuzla. Nel 1982 vinse a Vinkovci e fu secondo nel torneo di Hastings 1982/83, dietro a Rafael Vaganian. Nel 1986 vinse a Zagabria.
Dal 1982 al 1998 ha partecipato a sei edizioni delle Olimpiadi degli scacchi, ottenendo complessivamente il 60,6% dei punti. Nelle olimpiadi di Novi Sad 1990 ha vinto una medaglia di bronzo in 4ª scacchiera.
Ha ottenuto il suo più alto rating FIDE nel 1982, con 2560 punti Elo.